# Zulfikar Ali Bhutto
Zulfikar Ali Bhutto (ur. 5 stycznia 1928 w Larkanie, zm. 4 kwietnia 1979 w Rawalpindi) – pakistański polityk, prezydent Pakistanu w latach 1971–1973 i premier w latach 1973–1977. Ojciec Benazir Bhutto, dwukrotnej premier Pakistanu i założyciel Pakistańskiej Partii Ludowej (PPP). Bhutto wprowadził w Pakistanie na krótko demokrację parlamentarną, został jednak po kilku latach rządów obalony i skazany na śmierć w wyniku wojskowego zamachu stanu wspartego przez islamistów, władzę po nim przejął dowódca zamachu, generał Muhammad Zia ul-Haq.
Kształcił się w USC, Berkeley i na Oksfordzie. Do polityki wkroczył jako jeden z członków gabinetu Iskandera Mirzy, w 1958 roku został ministrem w wojskowym rządzie Ayuba Khana. W 1963 roku został ministrem spraw zagranicznych, był on zwolennikiem odzyskania okupowanego przez Indie Kaszmiru, a w czasie jego kadencji rozegrała się wojna indyjsko-pakistańska z 1965 roku. Rozwijał on stosunki z krajami zachodu (poza Stanami Zjednoczonymi) i działał w prozachodnich blokach państw Azji. Po umowie z Taszkentu zakończyła się wojna pakistańsko-indyjska, a Bhutto został usunięty z wojskowego rządu. W 1967 roku założył Pakistańską Partię Ludową. Wybory w 1970 roku wygrała Liga Awami reprezentująca interesy Pakistanu Wschodniego (obecnie Bangladesz). Gdy wojskowi zakwestionowali wyniki wyborów, doszło do secesji Bangladeszu, który został wsparty przez Indie. Secesja Wschodu doprowadziła do kompromitacji rządzącej junty, a w grudniu 1971 roku Bhutto objął urząd prezydenta.
W lipcu 1972 roku Bhutto wynegocjował uwolnienie 93 000 pakistańskich jeńców wojennych oraz 5000 mil kwadratowych terytorium Indii. W okresie jego prezydentury wzmocniono relacje z Chinami i Arabią Saudyjską, uznano niepodległość Bangladeszu, a Pakistan stał się gospodarzem drugiego kongresu Organizacji Współpracy Islamskiej w 1974 roku. W 1973 roku Bhutto zatwierdził nową konstytucję, a nowym prezydentem kraju został Fazal Ilahi Chaudhry. W tym samym roku przeprowadził operację wojskową przeciwko separatystom beludżystańskim, dzięki czemu udało się zachować integralność terytorialną państwa. Bhutto odegrał również ważną rolę w inicjacji programu atomowego Pakistanu.
Partia Ludowa wygrała wybory w 1977 roku. Mimo zwycięstwa, sytuacja w kraju stawała się niestabilna, 5 lipca tego samego roku Bhutto został obalony przez wojsko na czele z Zią ul-Haqem. W 1979 roku Bhutto został skazany na śmierć i stracony za rzekome dopuszczenie do zabójstwa przeciwnika politycznego. Polityką zajęła się też córka Zulfikara Alego, Benazir Bhutto (dwukrotna premier) i jej mąż Asif Ali Zardari (prezydent).

## Życiorys

### Młodość i rodzina

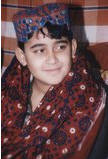
Bhutto w dzieciństwie

Pochodził z ziemiańskiej rodziny sindhijskiej. Urodzony jako syn Shaha Nawaza Bhutto i Khursheed Begum, z domu Lakhi Bai. Rodzinnym miastem rodziny Bhutto była Larkana w prowincji Sindh na terenie dzisiejszego Pakistanu. Ojciec Zulfikara Alego, Shah Nawaz był politykiem uczestniczącym w indyjskim rządzie kolonialnym i premierem stanu Junagadh. Zulfikar był trzecim dzieckiem, jego brat, Sikandar Ali, zmarł w wieku siedmiu lat na zapalenie płuc (w 1914 roku). Drugi z braci, Imdad Ali zmarł w wieku 39 lat (w 1953 roku) na marskość wątroby.

#### Edukacja
Jako młody chłopak rozpoczął naukę w The Cathedral & John Connon School w Bombaju. W tym czasie związał się z Ruchem Pakistanu – studencką organizacją społeczną i narodowowyzwoleńczą. W 1943 roku, ożenił się z Shireen Amir Begum (zm. 19 stycznia 2003 w Karaczi), z którą później się rozwiódł. W 1947 roku Bhutto został przyjęty na Uniwersytet Południowej Kalifornii, gdzie studiował nauki polityczne.
W 1949 roku, jako student drugiego roku, przeniósł się na Uniwersytet Kalifornijski w Berkeley, gdzie w 1950 roku zdobył z wyróżnieniem licencjat z nauk politycznych. W czasie studiów Bhutto zainteresował się teorią socjalizmu, organizując serię wykładów na temat możliwości działania ruchu socjalistycznego w krajach islamskich. W tym czasie ojciec Bhutto, Shahnawaz odegrał dużą rolę w polityce prowincji Junahadh (obecnie w składzie Gudźaratu). Uczestniczył on w zamachu stanu mającym na celu przyłączenie regionu do Pakistanu, ostatecznie na skutek indyjskiej interwencji w grudniu 1947 roku teren ten pozostał pod kontrolą hinduistów. W czerwcu 1950 roku Zulfikar wyjechał do Wielkiej Brytanii, gdzie studiował prawo na Christ Church w Oksfordzie. Otrzymał on LLB, a następnie LLM i tytuł magistra oraz dyplom w dziedzinie nauk politycznych. Po ukończeniu studiów kontynuował naukę w Lincoln’s Inn. 8 września 1951 roku poślubił w Karaczi drugą żonę, jego wybranką była Begum Nusrat Ispahani, kobieta pochodzenia irańsko-kurdyjskiego. Ich pierwsza córka, Benazir, urodziła się w 1953 roku. Rok później urodził się Murtaza, w 1957 roku Sanam, a w 1958 roku Shahnawaz. Przyjął posadę wykładowcy w Kolegium Muzułmańskim Sindh, gdzie został nagrodzony doktoratem honoris causa przez ówczesnego przewodniczącego kolegium Hassanally Rahmana. Po śmierci ojca zarządzał rodzinnym majątkiem i interesami rodziny.

### Kariera polityczna
W 1957 roku został najmłodszym członkiem delegacji Pakistanu przy ONZ. Przewodził delegacji Pakistanu na pierwszej Konferencji Narodów Zjednoczonych dotyczącej konwencji o prawie morza. W tym samym roku został najmłodszym pakistańskim ministrem, zajmując nowo powołane przez prezydenta Pakistanu marszałka Ayuba Khana stanowisko ministra ds. wody i energii. W 1960 roku, awansował na ministra handlu, komunikacji i przemysłu. Mimo stosunkowo młodego wieku został bliskim i zaufanym doradcą politycznym prezydenta Ayuba Khana. Bhutto w 1960 roku, wspomógł prezydenta w negocjacji z Indiami traktatu dotyczącego dostępu do wód Indusu. W 1961 roku Bhutto wynegocjował ze Związkiem Radzieckim porozumienie dotyczące poszukiwania ropy naftowej, w rezultacie Pakistan uzyskał od ZSRR pomoc ekonomiczną i techniczną.

#### Minister spraw zagranicznych
Był pakistańskim nacjonalistą i socjalistą, a jego poglądu wpłynęły na politykę zagraniczną i rodzaj demokracji wprowadzony w Pakistanie. Ministrem spraw zagranicznych został w 1963 roku, jego socjalistyczny punkt widzenia wpłynął pozytywnie na stosunki z sąsiednią Chińską Republiką Ludową. Karierę ministerialną rozpoczął od chęci utrzymania niezależności od wpływów amerykańskich. Bhutto umocnił politykę niezaangażowania, Pakistan stał się wpływowym członkiem Ruchu Państw Niezaangażowanych. Wiara w koncepcję jedności panislamskiej doprowadziła do zbliżenia Pakistanu z krajami takimi jak Indonezja, Arabia Saudyjska oraz pozostałymi państwami arabskimi. Ukierunkował politykę zagraniczną Pakistanu w stronę prozachodnią, zwiększając rolę Pakistanu w Organizacji Paktu Azji Południowo-Wschodniej i CENTO.

#### Relacje z ChRL
Popierał politykę jednych Chin – Pakistan uznawał ChRL, choć wiele państw w tym okresie za prawowity rząd chiński uznawało rząd Kuomintangu na Tajwanie. Gdy w 1964 roku, ZSRR, państwa bloku wschodniego (poza Albanią) i wielu sojuszników bloku na świecie zerwało stosunki z ChRL ze względu na różnice ideologiczne, Pakistan dalej utrzymywał z Chinami dobre kontakty. Popierał Pekin w Radzie Bezpieczeństwa ONZ i próbował budować mosty między Chinami a Stanami Zjednoczonymi. Wraz z personelem odwiedził Pekin, gdzie zostali ciepło przyjęci przez Chińczyków a sam spotkał się z Mao Zedongiem. Pomógł Ayubowi wynegocjować z rządem chińskim umowy handlowe i wojskowe, w zamian Chińczycy zgodzili się pomóc Pakistanowi w dużej liczbie projektów militarnych i przemysłowych. 2 marca 1963 roku Bhutto podpisał traktat graniczny między Pakistanem a Chinami, w jego wyniku Chiny zyskały 750 kilometrów kwadratowych Kaszmiru, którego włączenia do swojego państwa domagały się Indie. Rozwijanie współpracy z ChRL spotkało się z ostrą krytyką ze strony USA. Prezydent Lyndon B. Johnson wysłał do Ayuba Khana list w którym domagał się odsunięcia ministra Bhutto i utrzymywania przyjaznych więzi wyłącznie z wolnym światem (w zamyśle Amerykanów wolny świat stanowili sojusznicy USA). Styl prowadzenia przez Bhutto MSZ przyniósł mu jednak coraz większą popularność wśród Pakistańczyków i większe wpływy w rządzie.

#### Relacje z Europą

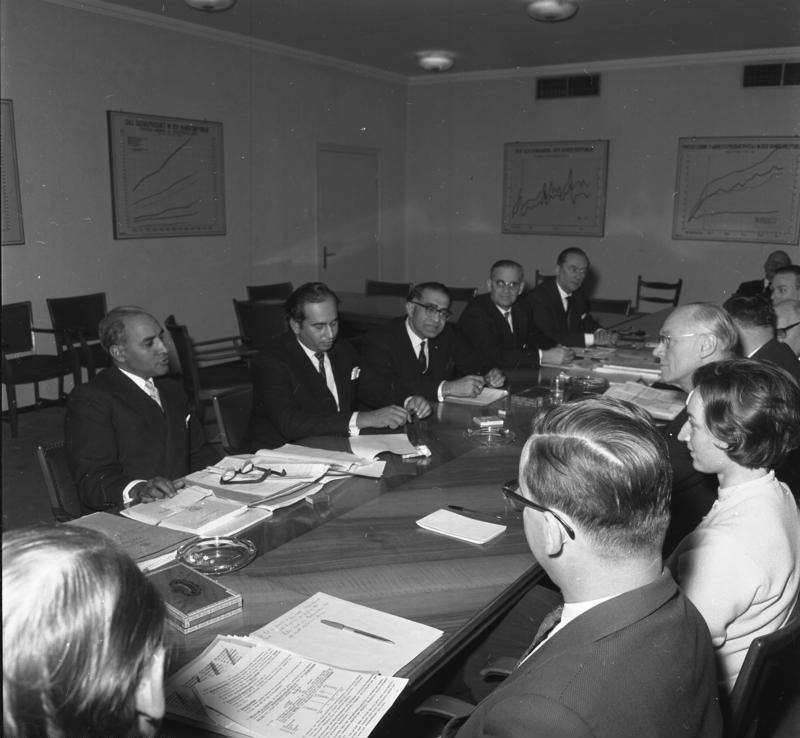
Bhutto w Bonn, w Republice Federalnej Niemiec

Odwiedził zarówno RFN, jak i NRD, ustanawiając dobre kontakty z obydwoma państwami. Podpisał z Niemcami umowy ekonomiczne, technologiczne, przemysłowe i wojskowe. Na Uniwersytecie w Monachium wygłosił swoją mowę dotyczącą znaczenia stosunków pakistańsko-niemieckich. Nawiązał dobre stosunki z Polską. Pomógł ustanowić generała Władysława Turowicza dowódcą i twórcą Pakistańskich Sił Lotniczych, a ponadto przyczynił się do nawiązania kontaktów wojskowych i ekonomicznych między oboma krajami.

#### Wojna indyjsko-pakistańska
W 1962 roku na skutek wymiany terytorialnej zmniejszono granice z Indiami a zwiększono granicę z ChRL. Gdy Pekin planował dokonać inwazji na północne obszary Indii, premier Chin Zhou Enlai i Mao Zedong zaproponowali Pakistanowi, aby kraj ten dołączył się do ataku i tym samym zdobył resztę kontrolowanego przez Indie Kaszmiru. Bhutto początkowo był przychylny chińskiemu pomysłowi, jednak prezydent Ayub Khan sprzeciwił się pomysłowi ze względu na obawę indyjskiego kontrataku. Ayub Khan na wypadek chińskiej agresji zaproponował Indiom „wspólną obronę”, co Bhutto uznał za nieznajomość realiów polityki międzynarodowej przez prezydenta. Bhutto był świadomy tego, że mimo członkostwa Pakistanu w zachodnich sojuszach antykomunistycznych Chiny powstrzymały się od krytyki Pakistanu. W 1962 roku, Stany Zjednoczone zapewniły Pakistan, że sprawa Kaszmiru zostanie rozwiązana zgodnie z życzeniem Pakistańczyków i Kaszmirczyków, stąd też Ayub Khan ostatecznie odmówił udziału Pakistanu w chińskim planie. Bhutto skrytykował USA za dostarczenie Indiom pomocy wojskowej, w trakcie i po zakończeniu wojny Indii z Chinami. Decyzję USA postrzegał jako uchylenie amerykańskiego sojuszu z Pakistanem (w tym samym czasie premier Indii Jawaharlal Nehru wycofał się z kierunku proamerykańskiego). Khan wykorzystując spięcia między USA a Indiami rozpoczął lotniczą operację Gibraltar, akcja nie powiodła się jednak a Siły Zbrojne Indii zaatakowały na pełną skalę Pakistan Zachodni. Wojna była następstwem krótkich potyczek mających miejsce między marcem a sierpniem 1965 roku w pobliżu granic w Rann, Kaszmirze i Pendżabie. Bhutto dołączył do Ayuba w Taszkencie, gdy ten negocjował traktat pokojowy z indyjskim premierem Lal Bahadurem Shastri. Ayub i Shastri zgodzili się na wymianę jeńców wojennych i wycofanie wojsk do granic przedwojennych. Umowa była jednak w Pakistanie bardzo niepopularna i wywołała serię protestów przeciwko Ayubowi. Umowę z Taszkentu skrytykował też Bhutto – doprowadziło to do zgrzytu między nim a Khanem. Bhutto w czerwcu 1966 roku zrezygnował ze stanowiska ministra i przeszedł do opozycji.
W czasie swojej kadencji, znany był z twardego formułowania geostrategicznej i zagranicznej polityki względem Indii. W 1965 roku jego przyjaciel Munir Ahmad Khan poinformował o osiągnięciach indyjskiego programu nuklearnego oraz poinformował o ambicjach budowy przez ten kraj broni jądrowej, informacje te potwierdziły się w 1974 roku gdy przeprowadzono próbę znaną jako szczęśliwy Budda. Bhutto w 1965 roku stwierdził nieoficjalnie, że Indie budują bomby atomowe i w odpowiedzi na to powinien uruchomić własny program. W swojej książce, Mit niepodległości opublikowanej w 1969 roku, postawił tezę według której aby nie ulec Indiom i krajom uprzemysłowionym, Pakistan powinien rozpocząć własny program. Bhutto na organizatorów programu wybrał Munira Ahmada Khana i laureata Nagrody Nobla Abdusa Salama.

### Pakistańska Partia Ludowa

Flaga Pakistańskiej Partii Ludowej

Po rezygnacji z urzędu ministra, 21 czerwca 1967 roku wygłosił przemówienie w Lahaurze. Wezwał do sprzeciwu wobec rządu. Rozpoczął podróż po kraju, w czasie której spotykał się z Pakistańczykami i wygłaszał przemówienia. W październiku 1966 roku w jednym z oświadczeń Bhutto przedstawił poglądy Pakistańskiej Partii Ludowej; Islam jest naszą wiarą, demokracja jest naszą polityką, socjalizm jest naszą gospodarką. Cała władza w ręce ludu. 30 listopada 1967 roku, Bhutto na spotkaniu w rezydencji swojego współpracownika, doktora Mubashira Hassana w Lahaurze, wraz z samym Hassanem oraz Basitem Jehangirem Sheikhem i kilkoma młodymi liderami spotkał się z bengalskimi politykiem komunistycznym Jalaludinem Abdurem Rahimem. Grupa powołała Pakistańską Partię Ludową. Nowa partia zyskała silną bazę poparcia w Pendżabie, Sindhu i wśród społeczności Muhajir. Jednym z liderów ruchu został profesor inżynierii lądowej, doktor Mubashir Hassan. Hasan przyczynił się do politycznego sukcesu partii i wzrostu poparcia dla koncepcji Bhutto. Zgodnie z koncepcją Hassana i Bhutto, Partia Ludowa stała się częścią ruchu prodemokratycznego z udziałem różnych partii politycznych z całego Pakistanu. Działacze PPP w różnych częściach kraju zorganizowali protesty i strajki mające zmusić Ayuba do ustąpienia. 12 listopada 1969 roku Hassan i Bhutto zostali aresztowani, co wywołało kolejną falę protestów.
Po uwolnieniu Bhutto uczestniczył w Konferencji Okrągłego Stołu, zwołanego przez Ayuba Khana w Rawalpindi. Bhutto odmówił przyjęcia ogłoszonych na konferencji sześciu punktów autonomii regionalnej Pakistanu Wschodnich zaproponowanej przez bengalskiego niepodległościowca Sheikha Mujibura Rahmana. Po rezygnacji Ayuba, jego następcą wybrany został generał Yahya Khan, który obiecał przeprowadzić wybory parlamentarne w dniu 7 grudnia 1970 roku. Bhutto zgrupował wokół siebie ugrupowania lewicowe i skrajnie lewicowe. Ruch składał się z większości zachodniopakistańskich socjalistów i komunistów. PPP skupiła się na pozyskiwaniu poparcia w rolniczym regionie Muhajir w zgromadzeniu Pakistanu Zachodniego. Zjednoczenie rozproszonych do tej pory ugrupowań marksistowsko-socjalistycznych w jeden ruch zostało uznane za największe polityczne osiągnięcie Bhutto, zjednoczona lewica zdobyła dużą liczbę mandatów, zwycięstwo odniosła jednak separatystyczna, bengalska Liga Awami, na czele której stał Sheikh Mujib.

#### Wojna o niepodległość Bangladeszu
Liga Awami uzyskała dwa razy tyle głosów, co PPP. Bhutto początkowo nie zgodził się na utworzenie rządu z separatystami, i zaapelował do członków PPP, aby nie brali udziału w sesji inauguracyjnej Zgromadzenia Narodowego. Po niepokojach społeczności zachodniopakistańskich obawiającej się odłączenia Wschodu, zrewidował stanowisko i przyjął koalicję PPP z Ligą Awami. Według pakistańskiego eksperta, Hamida Mira, Bhutto wysłał do Wschodniego Pakistanu jednego z najbardziej zaufanych współpracowników; Hassana który przekonał Mujiba do koalicji z Bhutto. Yahya nic nie wiedział o rozmowach między PPP a Ligą. Po wyborach Bhutto i Mujib zwiększyli presję na Yahyę Khana. Po rozmowie Khana z Mujibem, Khan odroczył sesję otwarcia Zgromadzenia Narodowego i zarządził akcję wojskową pod kryptonimem Searchlight skierowaną przeciwko bengalskim separatystom. Decyzja Khana wzburzyła ludność Wschodniego Pakistanu, Mujib na wieść o akcji militarnej ogłosił niepodległość „Bangladeszu”. 26 marca 1971 roku na polecenie Yahyi, Mujib został aresztowany przez armię pakistańską. Bhutto zdystansował się od reżimu Yahyi i zarzucił rządowi prowadzenie niewłaściwej polityki. Yahya odrzucił propozycję Bhutto zakładającą, że premierem Pakistanu zostanie bengalski konserwatysta Nurul Amin, a wicepremierem Bhutto. Po krytyce działań rządu, generał Yahya Khan nakazał żandarmerii aresztować Bhutto pod zarzutem zdrady. Bhutto razem z Mujibem trafił do więzienia w Rawalpindi. Indyjska interwencja w Pakistanie Wschodnim doprowadziła do porażki pakistańskich sił zbrojnych i utworzenia niepodległego Bangladeszu. Bhutto i inni działacze skazani przez reżim Yahyi zostali wypuszczeni na wolność. Bhutto wrócił do kraju samolotem Pakistan International Airlines z Nowego Jorku, gdzie wchodził w skład reprezentacji Pakistanu przy Radzie Bezpieczeństwa ONZ w sprawie kryzysu we Wschodnim Pakistanie. Do kraju wrócił 18 grudnia 1971 roku. 20 grudnia spotkał się z Khanem w Rawalpindi, na spotkaniu dyktator zaproponował mu przyjęcie funkcji prezydenta i pierwszego cywilnego administratora stanu wojennego, na co Bhutto się zgodził. Bhutto stał się pierwszym w historii kraju cywilnym prezydentem. PPP wygrała wybory w 1970 roku, a Bhutto utworzył rząd składający się z demokratycznych socjalistów, tym samym rząd Partii Ludowej stał się pierwszym lewicowym rządem w historii Pakistanu (choć lewicowe poglądy polityczne miał też premier na przełomie lat 1956/57, Huseyn Shaheed Suhrawardy wywodzący się z Ligi Awami).

### Prezydent
Po przejęciu urzędu nakazał umieszczenie Khana w areszcie domowym, wynegocjował z Bengalczykami zawieszenie broni i nakazał uwolnienie Sheikha Mujiba (oraz cofnął wyrok śmierci, który na Mujiba wydał reżim wojskowy). Powołał nowy gabinet, szefem sztabu mianował generała Gul Hasana. 2 stycznia 1972 roku Bhutto ogłosił nacjonalizację głównych gałęzi przemysłu, w tym złóż żelaza i stali, inżynierii ciężkiej, przemysłu petrochemicznego, cementu i użyteczności publicznej. W chwili gdy Bhutto objął władzę po upadku reżimu Khana, Pakistańczycy byli podzieleni, a kraj był całkowicie odizolowany na arenie międzynarodowej. Obiecał zreformować pakistański system federalny i parlamentarny, wprowadzić w kraju demokrację i napisać nową konstytucję. Spotkał się z liderami opozycji – Abdul Walim Khanem i Muftim Mahmudem. Podpisał z nimi umowę według której w przypadku kryzysu, rząd utworzy z opozycją wspólny gabinet. Podjął się reform polityki wewnętrznej i zagranicznej – radykalne zmiany wymuszone zostały przez podział Pakistanu. W okresie istnienia reżimu Khana upadła polityka zagraniczna zainicjowana przez Bhutto, prezydentowi udało się odzyskać sojuszników z okresu kariery ministerialnej, zwłaszcza Stany Zjednoczone i Chińską Republikę Ludową. 30 marca za szykowanie zamachu na Bhutto aresztowanych zostało 59 oficerów armii pakistańskiej, do wyjaśnienia incydentu powołaną wojskową komisję, na czele której stanął Muhammad Zia ul-Haq. 12 kwietnia 1973 roku prezydent podpisał nową konstytucję uchwaloną przez Zgromadzenie Narodowe. Konstytucja zwiększyła władzę cywilną, osłabiając silną pozycję sił zbrojnych. Pakistan przeszedł z systemu prezydenckiego na parlamentarny. Pakistan stał się „Republiką Islamską” z parlamentarną formą rządów. Pod presją islamskich przywódców religijnych, rząd zdecydował się na uznanie ruchu ahmadijja za niemuzułmański (ruch został założony przez Mirzę Gulama Ahmada, muzułmanina, który ogłosił się powtórnie przybyłym Jezusem). Zintensyfikował program nacjonalizacji, poszerzając kontrolę rządu nad rolnictwem i przemysłem konsumenckim. Rozpoczął budowę portu Quasim w pobliżu Karaczi. Bhutto zreformował armię pakistańską, która według wizji Bhutto miała być armią profesjonalną. Rozwiązał Komendę Główną oraz zreorganizował służby wywiadowcze. Bhutto zmodernizował marynarkę i lotnictwo, szefem Sztabu Marynarki Wojennej mianował admirała Mohammada Shariffa, a szefem Sztabu Sił Powietrznych mianował Zulfiqara Alego Khana. Utworzono również urząd Komitetu Połączonych Szefów Sztabu, mianując jego szefem Mohammeda Shariffa. W 1976 roku na szefa sztabu armii mianował generała Zię ul-Haqa, który zastąpił na tym stanowisku generała Tikkę Khana. 10 sierpnia Bhutto objął funkcję premiera, urząd prezydenta objął Fazal Ilahi Chaudhry. Rząd Bhutto został zaprzysiężony 14 sierpnia 1973 roku.

#### Reformy
Rząd podjął działania mające zmniejszyć ubóstwo i ożywić przemysł i rolnictwo. Istnieniu Pakistanu zagroził rozwój nacjonalizmów w prowincjach Beludżystan i Sindh. Także wśród Pasztunów coraz głośniejsze były żądania oderwania tych regionów od Pakistanu. Aby utrzymać jedność Pakistanu, Bhutto rozpoczął ponowny proces integracji państwa i rozległe operacje wojskowe. Rząd zainicjował nową politykę pracy – zwiększył prawa pracownicze i pozycję związków zawodowych. Choć sam pochodził z jednej z klas systemu feudalnego, 1 marca zapoczątkował reformę ograniczającą własność ziemi i przejęcie przez rząd ponad miliona akrów feudałów (4000 kilometrów kwadratowych), które zostały rozdystrybuowane między bezrolnych chłopów. Wypowiedział wojnę korupcji – zwolnionych z pracy zostało ponad dwa tysiące skorumpowanych urzędników. Bhutto po strajkach policji w Pendżabie, 3 marca zdymisjonował liderów armii. W marcu 1972 roku, na nowego szefa sztabu powołał generała Tikkę Khana. Generał zdaniem prezydenta miał nie ingerować w sprawy polityczne i skoncentrować się na rehabilitacji Armii Pakistanu w oczach obywateli. Bhutto 14 kwietnia zwołał Zgromadzenie Narodowe, a 21 kwietnia unieważnił stan wojenny i ogłosił prace nad nową konstytucją.

#### Polityka zagraniczna
Odwiedził Indie, gdzie spotkał się z premier Indirą Gandhi, uzgodnił formalne porozumienie pokojowe i wynegocjował zwolnienie 93 tys. pakistańskich jeńców wojennych oraz wymianę terytoriów okupowanych. 2 lipca 1972 roku, Gandhi i Bhutto podpisali w Shimli umowę, która zobowiązała Indie i Pakistan do ustanowienia tymczasowego zawieszenia broni w Kaszmirze i zobowiązała państwa do rozwiązywania sporów poprzez pokojowe, dwustronne rozmowy. Obiecał zorganizowanie szczytu dotyczącego przyszłości pokojowego rozwiązania sporu o Kaszmir i zobowiązał się do uznania Bangladeszu. Prezydent wycofał Pakistan z udziału w SEATO i probrytyjskiej Wspólnoty Narodów. Zapoczątkował program rozwoju energii atomowej i otworzył pierwszy pakistański reaktor atomowy, otworzony we współpracy z Kanadą w Karaczi w dniu 28 listopada. Był krytykowany przez część opozycji za rzekome zbytnie ustępstwa wobec Indii. W lipcu Pakistan oficjalnie uznał państwowość Bangladeszu. W czasie wizyty w Bangladeszu został skrytykowany przez opozycję za złożenie kwiatów przed pomnikiem bojowników o wolność Bangladeszu. Rozwijał bliższe relacje z Chinami, a także Arabią Saudyjską i innymi krajami muzułmańskimi. Był gospodarzem drugiego Szczytu Państw Muzułmańskich w Lahore między 22 a 24 lutego 1974 roku.

### Premier
Po uchwaleniu w 1973 roku nowej konstytucji Pakistanu i wyborze nowego prezydenta, Pakistan stał się federalnym państwem parlamentarnym, w którym główną rolę odgrywał premier. Prezydentem wybrany został Fazal Ilahi Chaudhry. Bhutto na premiera kraju zaprzysiężony został w dniu 14 sierpnia 1973 roku po tym, jak jego PPP uzyskało 108 miejsc w parlamencie (146). W czasie pięciu lat istnienia rządu Bhutto, przeprowadził głębokie reformy na każdym szczeblu administracji. Reformy gospodarcze w stylu zachodnim, mające miejsce od 1947 roku, w latach 70. zostały przekształcone i zastąpione systemem socjalistycznym.

#### Reforma konstytucyjna
Uważany jest za głównego architekta konstytucji z 1973 roku, która umieściła Pakistan na drodze do demokracji parlamentarnej. Konstytucja była jednym z głównych osiągnięć w życiu prezydenta. Konstytucja z 1973 roku spowodowała konstytucyjną rewolucję polegającą na emancypacji uciskanych mas, udzielenia społeczeństwu powszechnego prawa głosu, oraz wprowadzeniu radykalnych zmian w sferze gospodarczej. Podczas swojej kadencji premiera wprowadził do konstytucji siedem zmian. Pierwsza poprawka doprowadziła do uznania przez Pakistan Bangladeszu i nawiązania z tym krajem stosunków dyplomatycznych. Druga poprawka określiła ahmadijja jako niemuzułmanów i zdefiniowała pojęcie niemuzułmanów. Trzecia poprawka dotyczyła praw osób zatrzymanych, a czwarta uprawnień sądów. Piątka poprawka, wprowadzona 15 września 1976 roku, ograniczyła władzę i jurysdykcję sądownictwa. Poprawka ta została ostro skrytykowana przez prawników i opozycyjnych polityków. Szóstka poprawka przedłużyła kadencję sędziów Sądu Najwyższego, ustanawiając ich poza wiekiem emerytalnym.

#### Polityka gospodarcza
Prowadził ekonomię w stylu socjalistycznym, uważał, że model ten pozwoli uniknąć dalszych podziałów kraju. Rząd znacjonalizował przemysł chemiczny, elektryczny i maszyn mechanicznych, a branże te znalazły się pod bezpośrednią kontrolę rządu, znacjonalizowane firmy takie jak KESC (Karachi Electric Supply Company) znalazły się pod pełną kontrolą rządu. Bhutto porzucił prowadzoną przez Ayuba Khana politykę kapitalizmu państwowego, w wyniku której jego zdaniem bogaci się bogacili, a biedni biednieli. Rząd zbudował Port Kasim, Huty Pakistańskie, Kompleks Przemysłu Ciężkiego i kilka cementowni. Tempo rozwoju gospodarczego spadło po globalnym kryzysie naftowym z 1973 roku, który negatywnie wpłynął na pakistańską gospodarkę, na gospodarkę państwa od lat 60. negatywnie wpłynęło też powstanie niepodległego Bangladeszu i zaprzestanie obfitej pomocy ze strony Stanów Zjednoczonych. Mimo różnych inicjatyw podejmowanych przez rząd, rozwój gospodarczy pozostawał na zrównoważonym poziomie. Na polityce Bhutto, bardzo skorzystali najubożsi i klasa robotnicza, poziom ubóstwa znacznie się zmniejszył, spadł z 46,50% do 30,78%. Program reform rolnych zapewnił wsparcie dla bezrolnych chłopów, zwiększono znacznie wydatki na rolnictwo i tereny wiejskie, znacznie w zakresie zdrowia i edukacji, zwiększono prawa pracowników rolnych, bezrolnych chłopów i miejskich pracowników najemnych. Przeprowadził szereg reform w sektorze prywatnym, dokonał on nacjonalizacji i poprawił prawa pracownicze. W pierwszym etapie reformy w 1972 roku, upaństwowił podstawowe gałęzie przemysłu takie jak stal, przemysł chemiczny, cementownie. 1 stycznia 1974 roku, Bhutto znacjonalizował wszystkie banki. Ostatnim etapem była nacjonalizacja produkcji mąki, ryżu i bawełny na terenie całego kraju. Proces nacjonalizacji nie był tak szeroki jak spodziewał się tego premier. W większości udało się znacjonalizować firmy mniejsze, niż zakładano.

#### Reforma edukacji
Rząd Bhutto wybudował dużą liczbę szkół miejskich i wiejskich, w tym około 6500 szkół podstawowych, 900 gimnazjów, 407 szkół średnich, 51 kolegiów pośrednich i 21 uczelni. Bhutto porzucił system edukacji oparty na zachodnim, rząd Bhutto zachęcał lokalnych pracowników naukowych do publikacji książek w swoich dziedzinach. Wprowadził do programu studia islamskie i pakistańskie. Pod jego rządami spadły ceny książek, a 400 tys. egzemplarzy podręczników zostało dostarczonych dla uczniów. Jeszcze jako minister spraw zagranicznych, w 1967 roku, z pomocą Abdusa Salama założył Instytut Fizyki Teoretycznej. W 1973 roku powołał Gomal University Dera Ismail Khan. W 1974 roku ustanowił światowej klasy uniwersytety, Quaid-e-Azam University w Islamabadzie i Allama Iqbal, premier wspomógł Abdusa Salama w powołaniu International Nathiagali Summer College on Physics (INSC) w Nathiagali. INSC działa do dzisiaj, a na konferencje uniwersytetu przybywają tysiące naukowców z całego świata. Z jego inicjatywy w 1975 roku powołano Allama Iqbal Medical College. W 1976 roku rząd otworzył Pakistański Instytut Fizyki, Radę Inżynierską, Akademię Beletrystyki Pakistanu i Uczelnię Ramzak w Północnym Waziristanie. Kolejne cztery uniwersytety powstały w Multanie, Bahawalpurze i Khairpurze. W Islamabadzie utworzono Otwarty Uniwersytet Ludowy. Polityka edukacyjna przewidywała umorzenie opłat i przyznanie stypendium szkolnictwa wyższego dla ubogich uczniów. Za jego kadencji, zbudowano nowe hostele liczące 7000 miejsc.

#### Polityka gospodarcza, rolnictwo, walka z powodziami
Podczas swojej kadencji, Bhutto wprowadził szereg reform gruntów. Istotne reformy obejmowały redukcję wielkości majątków ziemskich i wprowadzenie bezpieczeństwa najmu dla dzierżawców. Górny próg powierzchni majątków został ustalony na 150 akrów (0,61 km²) ziemi nawadnianej lub 300 akrów (1,2 km²) ziemi nienawadnianej. Kolejnym krokiem Bhutto była demokratyzacja Służby Cywilnej Pakistanu. W 1976 roku rząd utworzył Federalną Komisję Przeciwpowodziową (FFC), odpowiedzialną za przygotowanie krajowych planów ochrony przeciwpowodziowej, prognozowanie powodzi i badania w tej dziedzinie. Wybudował i zmodernizował szereg zapór przeciwpowodziowych w prowincji Sindh. Był zwolennikiem wzmocnienia pozycji drobnych rolników. Rząd uruchomił programy mające uczynić z Pakistanu kraj samowystarczalny żywnościowo. Bhutto ograniczył wpływ korporacji. Zmniejszono podatki dla drobnych właścicieli ziemskich. Rząd zainicjował oprócz tego program zwalczania zasolenia wody. Nacjonalizacja przemysłu zwiększyła poparcie dla rządu w prowincji Sindh, przy tym decyzja ta rozgniewała panów feudalnych i doprowadziła do konfliktu z panami feudalnymi takimi jak Pir Pagara, Ayaz Palijo, Qadir Magsi i Rasul Bux Palejo. W Beludżystanie zniesiono feudalne systemy Sziszaka i Sardari. Mimo że później sprzymierzył się z lewicującymi i sekularystycznymi przedstawicielami szlachty sindhijskiej, dalej inicjował reformy wspomagające najbiedniejszych obywateli.
W 1973 roku stwierdził, że koncentracja gospodarki w rękach państwa uniemożliwi kontrolowanie gospodarki przez nielicznych i ochroni małe oraz średnie przedsiębiorstwa. Według krytyków Bhutto, program nacjonalizacji dotknął głównie mniejsze gałęzie przemysłu, oraz zwiększył korupcję, co nie zostało jednak udowodnione przez juntę wojskową działającą po zamordowaniu Bhutto. W 1974 roku zgodził się na to, aby nacjonalizacja nie objęła zagranicznych przedsiębiorstw, które będą skłonne postawić w Pakistanie swoje fabryki. Część działaczy Pakistańskiej Partii Ludowej pozostawała w opozycji do programu reform w duchu demokratyczno-socjalistycznym – Meraj Khalid odszedł z rządu (rezygnując ze stanowiska ministra prawa) i wyjechał na emigrację do ZSRR. Sytuacja ta doprowadziła do zbliżenia się rządu do świeckiego Ruchu Niepodległościowego (Tehrik-e-Istiqlal) kierowanego przez popierającego Bhutto Asghara Khana.
W 1973 założył Narodowy Instytut Finansowania Korporacji (NDFC). W 1973 roku Instytut rozpoczął działalność finansową z początkową sumą inwestycji wynoszącą 100 000 000 rupii pakistańskich. Celem działania instytucji było finansowanie państwowych przedsiębiorstw sektora przemysłowego, jednak później jej statut został zmodyfikowany, aby zapewnić możliwość finansowania sektora prywatnego. NDFC jest obecnie największą instytucją finansowania rozwoju Pakistanu w zakresie finansowania przemysłu i bankowości inwestycyjnej. 42 projekty finansowane przez NDFC przyczyniły się do 10 761 milionów PKB Pakistanu, 690 milionów dolarów opodatkowania zysków i powstania 40 465 miejsc pracy. W połowie lat 90. NDFC miał pulę środków wynoszącą 878 mln dolarów amerykańskich. Rząd zwiększył poziom inwestycji, prywatnych i publicznych, od 7 mld rupii w latach 1971/72 do 17 mld rupii w latach 1974/75.
Reformy bankowe miały zapewnić większe możliwości małym przedsiębiorstwom. Zgodnie z reformą, banki musiały zapewnić 70% kredytów drobnym przedsiębiorcom (posiadającym 12,5 lub mniej hektarów), w owym czasie, gdy większość klienteli banków stanowili przedstawiciele wcześniej uprzywilejowanych klas, stanowiło to rewolucyjną zmianę. Od grudnia 1971 roku do listopada 1976 roku liczba oddziałów banków wzrosła o blisko 75%, z 3295 do 5727.
Do końca rządów Bhutto udało się w dużym stopniu obalić monopole – w okresie rządów Ayuba Khana do 22 rodzin należało aż 66% kapitału przemysłowego oraz 97% ubezpieczeń. W pierwszych miesiącach 1972 roku podjęto kolejno kroki mające ożywić gospodarkę. W 1974 roku eksport przekroczył miliard dolarów, nawiązano współpracę handlową z Bangladeszem.
W okresie rządów Bhutto o 60% (od okresu istnienia zjednoczonego Pakistanu Wschodniego i Zachodniego) zwiększył się eksport do Bangladeszu. W czasie światowego kryzysu naftowego w 1973 roku i globalnej recesji, dochód narodowy Pakistanu wzrósł o 15%, a produkcja przemysłowa w ciągu czterech lat aż do 20%.

#### Polityka wewnętrzna
Dał każdemu obywatelowi Pakistanu prawo do posiadania paszportu. Rząd poprzez podpisanie szeregu umów dwustronnych, umożliwił pakistańskim specjalistom podjęcie pracy w krajach Bliskiego Wschodu. 35 000 pracowników z Chajber Pasztunchwa znalazło pracę w Zjednoczonych Emiratach Arabskich i Arabii Saudyjskiej.
Rząd z pomocą pakistańskiej społeczności w Londynie lobbował na europejskie rządy w celu zwiększenia praw pakistańskich emigrantów w państwach Europy, zwiększając tym samym przekazy pieniężne ze strony społeczności pakistańskiej na Zachodzie do Pakistanu.
Polityka reform rynku pracy była jedną z najważniejszych reform rządu Bhutto. Wkrótce po powstaniu rządu, wprowadzono prawo regulujące warunki zwolnienia pracowników. W 1972 roku rząd wprowadził nowe zasady świadczeń emerytalnych dla pracowników. Wprowadzono ubezpieczenie grupowe, zwiększono stawki odszkodowań. Według nowych przepisów prawnicy którzy przekroczyli wiek emerytalny (mężczyźni 50 lat a kobiety 50, wieku emerytalnego nie zdecydowano się zmieniać), mogli przejść na wcześniejszą emeryturę jeśli przez co najmniej 15 lat opłacali składki. Przepis ten dotyczył wszystkich fabryk i ośrodków przemysłowych które zatrudniały dziesięciu lub więcej pracowników, którym przysługiwało wynagrodzenie do 1000 rupii miesięcznie.
Bhutto nie zdecydował się na przyjęcie modelu zachodniego, według niego w warunkach Pakistanu rząd nie wytrzymał obciążeń finansowych i spadłyby one na pracownika. W 1973 roku rząd ustanowił sądy pracy oraz związany z procesem nacjonalizacji system partycypacji pracowników. Rząd zniósł składki pracowników do Funduszu Ubezpieczeń Społecznych, zamiast tego pracodawcy płacili na fundusz od 4 do 6% dochodów.

#### Konflikt w Beludżystanie
Po secesji Pakistanu Wschodniego, coraz głośniejsze były żądania oderwania Beludżystanu, stawiane przez tamtejszych nacjonalistów. Aby zapobiec dalszej niestabilności, rząd centralny odwołał sześciu ministrów, dwóch prezesów rady ministrów w dwóch samorządach prowincji oraz czterdziestu czterech członków Zgromadzenia Narodowego. Sąd Najwyższy na wniosek Akbara Bugtiego zakazał działalności lewicowej Narodowej Partii Ludowej. Rząd powołał specjalny trybunał w Hajdarabadzie mający badać sprawy dotyczące zdrady stanu.
W styczniu 1973 roku rząd nakazał pakistańskiej armii stłumić rebelię, do której dochodziło w prowincji Beludżystan. Rząd centralny ponowie zdymisjonował rząd Beludżystanu oraz Granicznej Prowincji Północno-Wschodniej. W lutym 1973 roku w Islamabadzie po tym, jak siły pakistańskie miały rzekomo odkryć skład broni pochodzącej z Iraku, rząd rozwiązał Zgromadzenie Prowincji Beludżystanu. Operacja, przeprowadzona przez generała Tikkę Khana, przerodziła się w pięcioletni konflikt z beludżystańskimi separatystami. Do sporadycznych walk między partyzantką a armią dochodziło już w 1973 roku, jednak największa konfrontacja odbyła się we wrześniu 1974 roku. Marynarka Pakistanu, pod przywództwem Patricka Juliusa Simpsona, zablokowała porty morskie Beludżystanu. Marynarka prowadziła osobne operacje mające zajmować przesyłki wysyłane jako pomoc dla wojsk separatystów. Do akcji przyłączyły się również Pakistańskie Siły Powietrzne, wspierające marynarkę i armię. Iran, obawiając się rozprzestrzeniania się tendencji separatystycznych w irańskim Beludżystanie, wspomógł armię pakistańską. Iran wysłał Pakistańczykom na pomoc 30 śmigłowców Bell AH-1 Cobra i 200 milionów dolarów pomocy.
Irak na czele z prezydentem Saddamem Husajnem wysłał na pomoc separatystom broń transportowaną poprzez porty Pakistanu. Pakistańskiej flocie udało się jednak zachować skuteczną blokadę portów. Saddam Husajn wsparł separatystów beludżystańskich, mając nadzieję na to że konflikt rozprzestrzeni się również w głównym rywalu Iraku, Iranie. W 1973 roku Irak dostarczył siłom beludżystańskim broń konwencjonalną oraz otworzył w Bagdadzie biuro Frontu Wyzwolenia Beludżystanu (BLF). Iracka operacja miała pozostać w tajemnicy, w 1973 roku została wykryta przez pakistańskie służby specjalne MI, po tym jak jeden z przywódców separatystów, który uciekł do Bhutto, Akbar Bugti poinformował o broni przechowywanej w irackiej ambasadzie. O północy 9 lutego 1973 roku, wojsko pakistańskie rozpoczęło operację zajęcia irackiej ambasady. Pakistańczykom udało się aresztować ambasadora, jego wojskowego attaché, i personel dyplomatyczny. Władze wykryły 300 radzieckich pistoletów maszynowych z pięciotysięczną liczbą naboi i pokaźną kwotą finansową, miały być one rozprowadzone pośród grup separatystów w Beludżystanie. Bhutto nakazał żandarmerii natychmiast wyrzucić z kraju irackiego ambasadora i jego personel, uznając irackich dyplomatów za personae non gratae.
W celu uniknięcia powtórki z wojny o Pakistan Wschodni Bhutto w latach konfliktu rozpoczął w Beludżystanie reformy gospodarcze i polityczne. Rząd Bhutto zniósł system feudalny, choć w dużym stopniu panowie feudalni przywłaszczyli sobie rządowe fundusze rozwojowe, w tym samym czasie przy każdej okazji sprzeciwiali się i szantażowali rząd. Stopniowo tubylcy porzucali feudalne prawo. Rząd Pakistanu zapewnił regionowi nowoczesne udogodnienia, takie jak pomoc medyczna, samochody i edukacja, które stały po raz pierwszy od uzyskania przez Pakistan niepodległości Pakistanu w 1947 roku stały się dostępne w Beludżystanie. Rząd Bhutto wybudował 564 mile nowych dróg, w tym kluczowe połączenie między Sibi i Maiwand oraz rozpoczął budowę nowych punktów handlowych.

### Polityka zagraniczna
Był zwolennikiem niezależnej polityki zagranicznej i zdystansowania się od dotychczasowej proamerykańskiej polityki. Kraj pod jego rządami opuścił proamerykańskie sojusze CENTO i SEATO. Bhutto wzmocnił relacje z państwami arabskimi i z Chinami. Bhutto jako minister spraw zagranicznych, a następnie premier polepszył stosunki z Iranem, w czasie konfliktu w Beludżystanie państwo to dostarczyło Pakistanowi pomoc wojskową. W czasie jego gabinetu poprawiły się stosunki z Chinami, z którym to państwem Pakistan zbudował strategiczny sojusz.
W 1974 roku został gospodarzem konferencji Organizacji Współpracy Islamskiej zorganizowanej w Lahaurze, w prowincji Pendżab w Pakistanie. Na konferencję zaproszeni zostali przywódcy państw muzułmańskich. Bhutto był zwolennikiem solidarności afro-azjatyckiej, dzięki wkładowi jego rządu w rozwój stosunku z państwami afrykańskimi i islamskimi, został uznany za jednego z liderów Trzeciego Świata.
Podpisał z premier Indii Indirą Gandhi umowę w Shimli, która przyniosła m.in. uznanie przez Pakistan Bangladeszu, uwolnienie 93 tys. pakistańskich jeńców wojennych i odzyskanie 5 tys. mi² (13 tys. km²) okupowanego przez Indie terytorium Kaszmiru. Według Benazir Bhutto, Zulfikar już w pierwszej części rozmów z Hindusami zażądał uwolnienia pakistańskich jeńców, czym zaskoczył delegację indyjską. Według Bhutto ważniejsze od odzyskania terytoriów zajętych przez Indie było rozwiązanie problemu humanitarnego traktowania jeńców. Indyjska premier, będąca pod wrażeniem wiedzy i intelektualnej postawy Bhutto, zgodziła się na oddanie Pakistanowi okupowanego terytorium już w pierwszym etapie umowy. Podpisanie umowy z Pakistanem jest uważany za jeden z najważniejszych sukcesów dyplomatycznych okresu jego rządów.
Elementy polityki Bhutto postulujące zachowanie niezależności Pakistanu ze strony innych państw były kontynuowane przez kolejne pakistańskie rządy, dzięki tej polityce Pakistanowi udało się utrzymać wysoką pozycję na arenie międzynarodowej. Przy tym wiele elementów polityki zagranicznej Bhutto zostało wycofanych przez generała Zii ul-Haqa, a Pakistan w dużym stopniu powrócił do polityki zagranicznej sprzed rządów PPP.

#### Azja Wschodnia
Od lat 60. był przeciwnikiem SEATO i zwolennikiem polityki niezaangażowania. Wkrótce po objęciu urzędu Bhutto odbył długą zagraniczną podróż do Azji Południowo-Wschodniej. Pakistan szukał bliższych i ściślejszych stosunków z Wietnamem, Tajlandią, Laosem, Birmą i Koreą Północną. Jego polityka doprowadziła do polepszenia stosunków z Chinami, znormalizowania stosunków z ZSRR i zbudowania bloku państw islamskich. Bhutto opowiedział się za stworzeniem nowego sojuszu ekonomicznego państw trzeciego i drugiego świata.
Inicjatywa Pakistanu miała katastrofalne skutki dla polityki zagranicznej Japonii, co skłoniło ten kraj do polityki przeciwstawiania się wpływom Bhutto. Bhutto osobiście był wielkim wielbicielem Japonii, choć kraj ten nigdy nie był integralną częścią polityki zagranicznej Pakistanu. W latach 70. Japonia podjęła kilka prób zbliżenia się do rządu Bhutto, wysyłając do Pakistanu swoje delegacje parlamentarne, wojskowe oraz urzędników i naukowców. Japonia potępiła Indie za przeprowadzenie w 1974 roku próby jądrowej pod kryptonimem Uśmiech Buddy, a na arenie międzynarodowej wspierała pakistańską politykę atomową. W 1970 roku Bhutto bezskutecznie apelował o niepodpisanie przez Japonię układu o nierozprzestrzenianiu broni jądrowej.

#### Świat arabski i Izrael

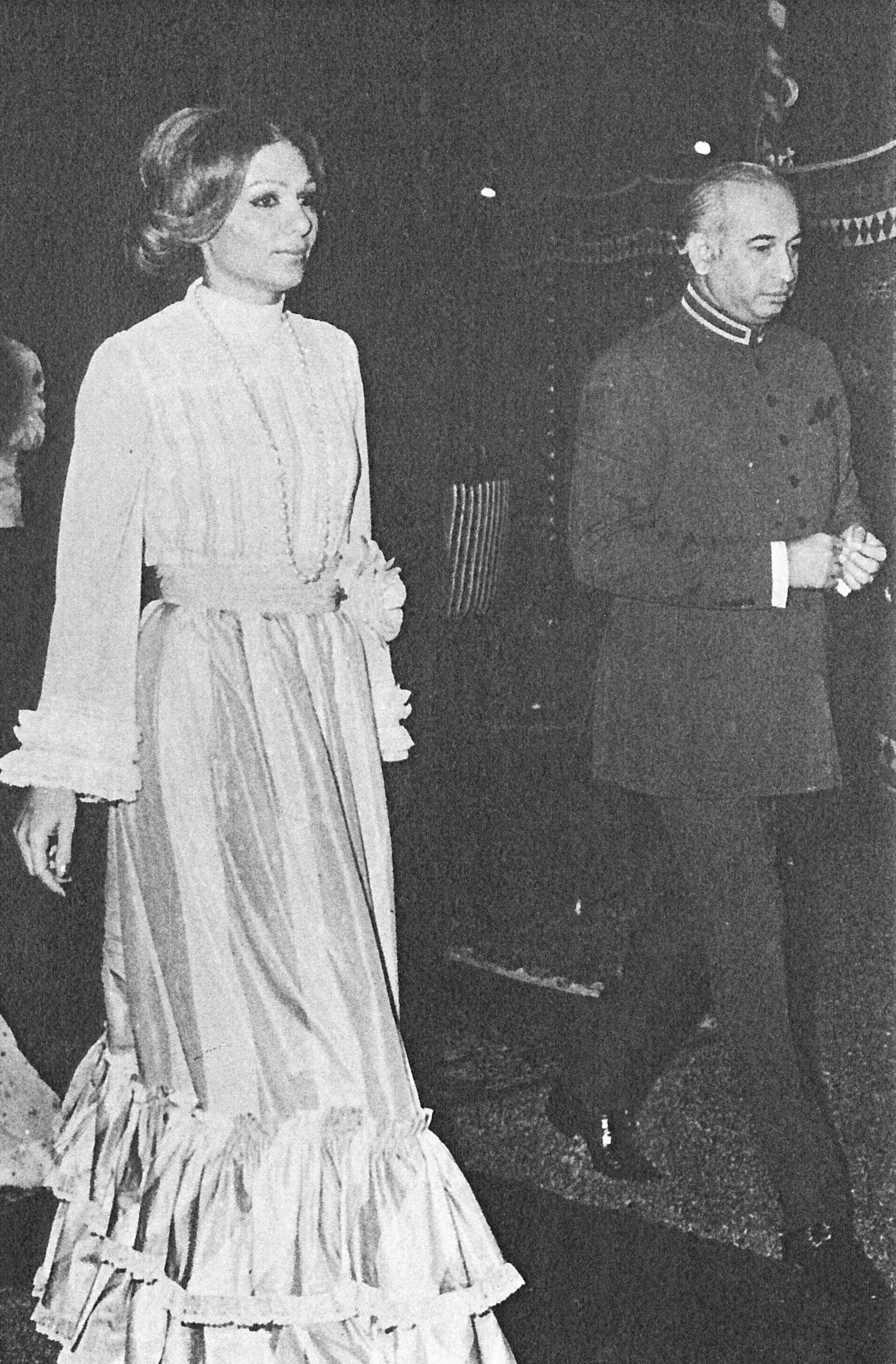
Zulfikar Ali Bhutto i Farah Pahlawi, szachbanu Iranu w 1972 roku

Bhutto w czasie rządów starał się poprawić stosunki Pakistanu ze światem arabskim. W konflikcie arabsko-izraelskim Bhutto poparł państwa arabskie. Libijski pułkownik Mu’ammar al-Kaddafi uważał Bhutto za jednego z inspiratorów jego poglądów, i jak sam przyznawał, bardzo lubił intelektualizm Bhutto. W 1973 roku, podczas wojny Jom Kipur, nastąpił przełom we wzajemnych relacjach Pakistanu i świata arabskiego. Bezwarunkowa pomoc Pakistanu zaoferowana krajom arabskim została w nich bardzo dobrze przyjęta.
W 1974 roku, pod naciskiem innych krajów muzułmańskich, Pakistan uznał Bangladesz, wcześniej Mujib zapowiedział, że przyjedzie na konferencję OIC w Lahaurze, jeśli Pakistan uzna Bangladesz. Pakistan nawiązał pełne stosunki dyplomatyczne z Bangladeszem w dniu 18 stycznia 1976 roku, a wzajemne relacje uległy poprawie w następnych dziesięcioleciach. Bhutto wspomógł syryjskie i egipskie siły powietrzne w czasie walk z Izraelem, wysyłając najlepszych pilotów PAF na misje bojowe przeciwko siłom lotniczym Izraela. Z pomocy militarnej Pakistanu nie skorzystał Irak rządzony przez Saddama Husajna.
Mimo trudnych stosunków z Izraelem, jasno deklarował, że jego polityka wobec Izraela nie opiera się na antysemityzmie, lecz na kwestii niezależnej Palestyny. Na początku 1977 roku Bhutto potajemnie wykorzystał służby specjalne Inter-Services Intelligence do badania irackiego programu nuklearnego. Rząd przekazał informacje na temat zidentyfikowanego przez ISI reaktora jądrowego Osirak izraelskiemu Mosadowi. Pomoc w izraelskiej infiltracji irackiego programu nuklearnego była również kontynuowana przez generała Zię ul-Haqa i była traktowana jako nauczka za wsparcie przez Iraku i Husajna separatystów beludżystańskich.

#### Stany Zjednoczone i Związek Radziecki
W 1974 roku Indie przeprowadziły w pobliżu wschodniej granicy Pakistanu test jądrowy o nazwie Uśmiech Buddy. Bhutto bezskutecznie namawiał Amerykanów do nałożenia sankcji gospodarczych na Indie. Na jego wniosek ambasador Pakistanu w Stanach Zjednoczonych zwołał spotkanie z amerykańskim sekretarzem stanu Henrym Kissingerem. Kissinger powiedział ambasadorowi Pakistanu, że test jest faktem dokonanym i Pakistan będzie musiał się nauczyć z tym żyć. W 1976 roku, gdy Pakistan kontynuował badania nad bronią, Kissinger udał się do Pakistanu, gdzie na spotkaniu z Bhutto, zaoferował mu sprzedaż drogich samolotów Northrop F-5 Freedom Fighter. Bhutto odrzucił transakcję. Według relacji po odmowie Bhutto, Kissinger użył wulgarnego słownictwa i zaczął grozić Pakistańczykom. W obronie Bhutto wystąpił Mubashir Hassan, po czym Pakistańczycy opuścili Kissingera i jego delegację, pozostawiając ich samych w pokoju.
Bhutto określał ówczesną politykę Wielkiej Brytanii jako „dziel i rządź”, a politykę USA jako „rządź i dziel”. Po nieudanym spotkaniu z Kissingerem Bhutto zintensyfikował politykę zagraniczną Pakistanu w kierunku bliższym Ruchowi Państw Niezaangażowanych, starając się jednocześnie zachować zrównoważone relacje z ZSRR i Stanami Zjednoczonymi. W 1974 roku Bhutto odwiedził Związek Radzieckich. Premier zobowiązał się do poprawy stosunków z ZSRR i blokiem wschodnim. W 1972 roku Bhutto podpisał pakt radziecko-pakistański, mający rozwijać wzajemny przemysł hutniczy. Związek Radziecki wysłał do Pakistanu doradców i ekspertów, w tym rosyjskiego uczonego Michaiła Koltokowa, który miał nadzorować budowę pakistańskich hut.

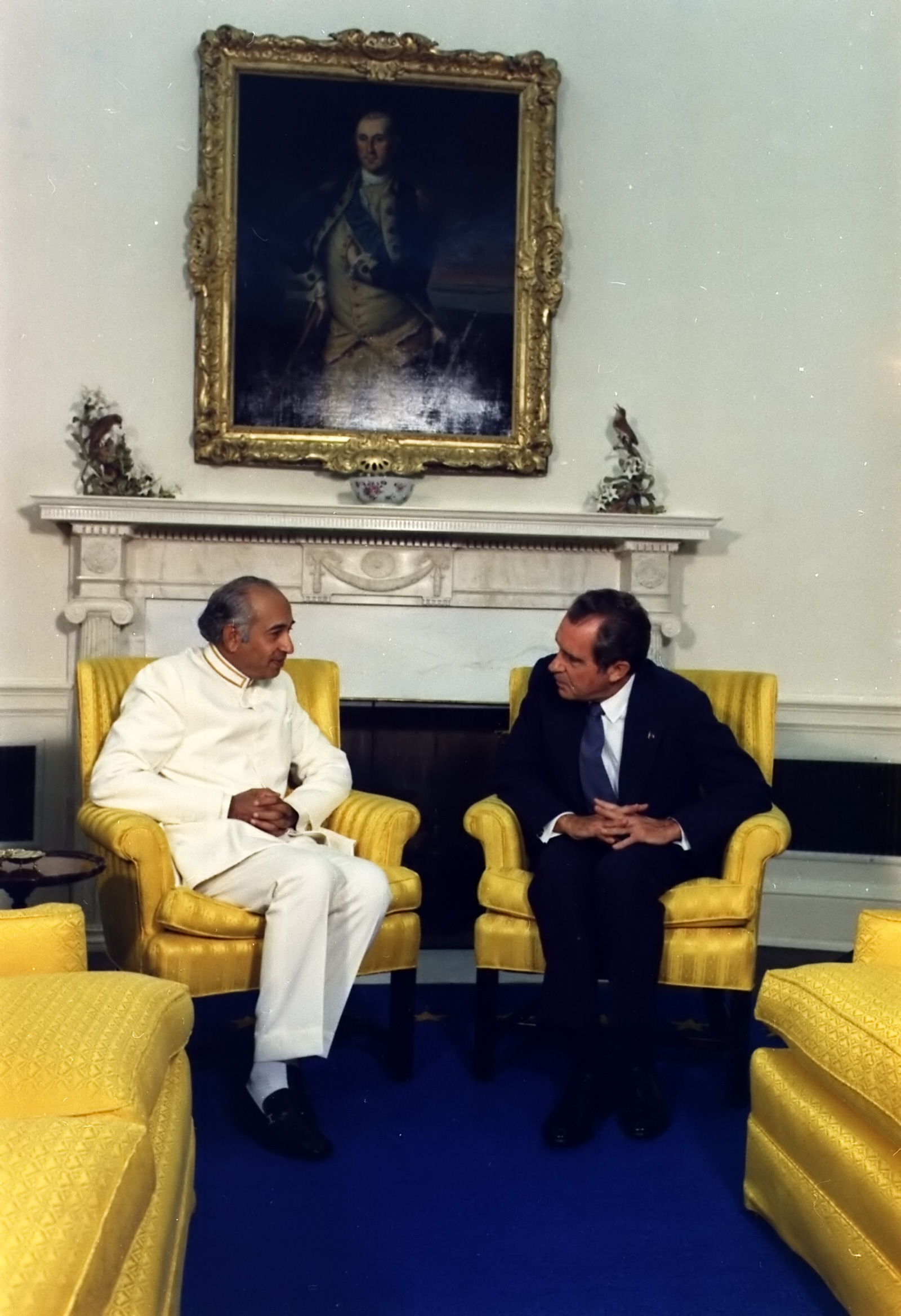
Zulfikar Ali Bhutto i Richard Nixon, prezydent USA, w okresie którego nastąpiła nieznaczna poprawa stosunków pakistańsko-amerykańskich

Po tym, jak Stany Zjednoczone sprzeciwiły się pakistańskiemu programowi atomowemu, po raz pierwszy w historii pogorszyły się relacje pakistańsko-amerykańskie. Wzajemne relacje poprawiły się w okresie prezydentury Richarda Nixona, który był bliskim przyjacielem Bhutto. Do ponownego pogorszenia się stosunków doszło za rządów Jimmy’ego Cartera. Nastawiony antysocjalistycznie Carter zaostrzył embargo na Pakistan – lewicowe poglądy i orientacja socjalistyczna Bhutto drażniły administrację w Waszyngtonie, która obawiała się, że utraci Pakistan jako sojusznika w zimnej wojnie. Carter już w czasie przemówienia inauguracyjnego w 1977 roku mówił o zakazie broni jądrowej, która pozostawała w kwestii zainteresowań administracji Pakistańskiej Partii Ludowej. Po wyborze Cartera, Bhutto utracił niemal wszystkie wpływy w administracji USA, które posiadał w okresie kadencji Nixona. Prezydent Stanów Zjednoczonych ogłosił swój sprzeciw wobec ambicji Pakistanu, a Bhutto musiał mierzyć się z amerykańskim embargiem. Chociaż Carter nałożył na Pakistan embargo, ministrowi Azizowi Ahmedowi udało się kupić materiały umożliwiające kontynuowanie programu atomowego. Bhutto starał się rozwiązać problem embarga, jednak Carter celowo sabotował rozmowy z Pakistanem. Kurs przyjęty przez Pakistan pomógł zbudować lepsze relacje ze Związkiem Radzieckim.

#### Afganistan
Początkowo, w 1972 roku, starał się zbudować z Afganistanem przyjazne stosunki. Relacje z Afganistanem były o tyle ważne, że stawiał on Pakistanowi żądania terytorialne. Próby nawiązania dobrych relacji zostały porzucone w 1973 roku.
W 1974 roku afgański wywiad rozpoczął działalność w Północno-Zachodniej Prowincji Pogranicznej, dążąc do zwiększenia w regionie niepokojów i nastrojów przeciwko rządom PPP. Działania pasztuńskiego prezydenta Afganistanu Mohammada Dauda Chana doprowadziły do wybuchu w prowincji przemocy i zamieszek. ISI wykryło, że prezydent Daud zapewnia schronienie i buduje obozy szkoleniowe antypakistańskich bojowników, a jego agencje wywiadowcze wspierają wywrotowe działania wewnątrz Pakistanu, w tym wspierają beludżystańskich separatystów.
W związku z wydarzeniami na granicy rząd rozpoczął działania skierowane przeciwko rządowi afgańskiemu. W 1974 roku wywiad MI pod dowództwem generała Naseerullaha Babara rozpoczął działania na terenie Afganistanu. Celem operacji było uzbrojenie mudżahedinów szykujących się do ataku przeciwko rządowi. Zezwolił na tajną operację w Kabulu, w wyniku której agenci AI i ISI z pomocą lotnictwa wydostali z kraju przedstawicieli opozycji: Burhanuddina Rabbaniego, Dżana Mohammada Chana, Gulbuddina Hekmatjara i Ahmada Szaha Masuda – operacja została przeprowadzona w obawie przed możliwym zabójstwem Rabbaniego. Operacja przyczyniła się do zmiany polityki prezydenta Dauda, który po tej akcji zmienił stosunek do ingerencji w wewnętrzne sprawy Pakistanu. Pod koniec 1974 roku Bhutto dał tajnym służbom zezwolenie na szkolenie afgańskich mudżahedinów walczących przeciwko rządowi Dauda Chana. Poczynania wywiadu pakistańskiego przyczyniły się do wygrania przez Pakistan gry wywiadowczej i zmusiły afgańskiego prezydenta do negocjacji z Bhutto.
W 1974 roku, po zaczepkach ze strony Afganistanu, odbyło się spotkanie Bhutto z urzędnikami i wojskowymi, gdzie rozmawiano o ewentualnej wojnie z Afganistanem. W 1976 roku Daud stał się wyraźnie coraz bardziej zaniepokojony coraz większym uzależnieniem jego kraju od ZSRR i coraz większą siłą powstańców. 7 czerwca 1976 roku Bhutto złożył w Afganistanie trzydniową wizytę, a następnie Daud Chan odbył pięciodniową wizytę w Pakistanie. Bhutto i Daud w czasie oficjalnych wizyt zgodzili się na akceptację linii Duranda jako stałej granicy między państwami. Umowa ta została jednak zerwana po tym, jak zarówno Bhutto i Daud Chan zostali obaleni w wojskowych zamachach stanu.
Według zachodnich ekspertów „mądra polityka” Bhutto w odniesieniu do kwestii granicy afgańsko-pakistańskiej zwiększyła rolę Pakistanu i przyczyniła się do zwiększenia roli afgańskich partyzantów walczących przeciwko rządowi. Minister spraw zagranicznych Afganistanu, Abdul Samad Ghaus przyznał, że przed kompromisem między krajami, Afganistan był mocno zaangażowany w Pakistanie.

### Niepokoje społeczne i wojskowy zamach stanu
Stopniowo znajdował się w ogniu coraz większej krytyki. Początkowo opozycją kierował Abdul Wali Khan, stojący na czele Narodowej Partii Ludowej (NAP), partii grupującej demokratycznych socjalistów, socjalistów i komunistów będących zwolennikami świeckości państwa. Mimo ideologicznych podobieństw PPP i Narodowej Partii Ludowej rywalizacja była coraz bardziej zacięta, doprowadziło to w końcu do dymisji rządu NAP w Beludżystanie, gdzie według rządu centralnego NAP miała wspierać separatystów. Po wybuchu bomby w Peszawarze, stolicy ówczesnej Granicznej Prowincji Północno-Zachodniej, działalność NAP jako siły separatystycznej została zakazana. Na przełomie lat 1974/75 Bhutto opuściło wielu jego współpracowników, część odeszła z partii ze względu na różnice polityczne, a część zmarła z przyczyn naturalnych. W 1975 na zawał serca zmarł Hamoodur Rahman, szef Sądu Najwyższego Pakistanu. W 1974 roku z kraju wyjechał Abdus Salam po tym, jak parlament Pakistanu ustalił, że ruch ahmadijja jest niemuzułmański. Wyjazd ten osłabił postępy w programie nuklearnym, a Salam został zastąpiony przez doktora Mubashira Hassana. Od tego czasu Bhutto skupił się bardziej na polityce, niż na badaniach naukowych. Wielu cywilnych i urzędników popierających Bhutto zostało zastąpionych przez nowych działaczy. Także Bhutto otoczył się nowymi doradcami i współpracownikami. Po zabójstwie ojca jednego z przedstawicieli opozycji, Ahmeda Razy Kasuriego, Bhutto został oskarżony o przyczynienie się do przemocy na tle politycznym, a wewnątrz PPP wzrosła liczba przeciwników Bhutto. Wielu przywódców PPP, jak np. Ghulam Mustafa Khar, były gubernator Pendżabu, otwarcie potępiło rząd Bhutto i wezwało do protestów przeciwko rządowi. Kryzys polityczny nasilił się w Północno-Zachodniej Prowincji Granicznej i w Beludżystanie, gdzie w czasie walk z separatystami rozmieszczonych zostało szacunkowo 100 000 żołnierzy, a swobody obywatelskie zostały zawieszone, żołnierze pakistańscy byli oskarżani o łamanie praw człowieka i represje wobec ludności cywilnej.
8 stycznia 1977 roku opozycyjne partie polityczne utworzyły Pakistański Sojusz Narodowy (PNA). Zalążek partii stanowił sojusz 9 głównie prawicowych partii, opozycyjnych wobec rządu Bhutto. Bhutto rozpisał nowe wybory, w których udział wziął PNA. Sojusz Narodowy uzyskał w nich niskie poparcie i nie zaakceptował ich wyników, oskarżając rząd o sfałszowanie wyborów. Wkrótce odbyły się wybory prowincjonalne, które odbyły się przy niskiej frekwencji, PNA zbojkotował wybory. Radykalny PNA uznała nowy rząd Bhutto za nielegalny. Mubashir Hassan, naukowy doradca Bhutto, obawiał się zamachu na premiera. Aby do tego nie dopuścić, Hassan rozpoczął rozmowy z PNA, nieskutecznie próbując osiągnąć z opozycją porozumienie. Fundamentaliści islamscy odmówili spotkania z Hassanem, uważając go za głównego współpracownika Bhutto, a fundamentaliści islamscy tacy jak Potluc Maududi wzywali do obalenia rządu Pakistanu. W tym samym roku rząd próbował doprowadzić do rozbicia skrajnie islamistycznej Pakistańskiej Ligi Muzułmańskiej. Lider lewicowej Narodowej Partii Ludowej, Khan Wali Khan, w czasie seminarium publicznego stwierdził, że „jest jeden możliwy grób dla dwóch osób... zobaczymy, kto dostanie się do niego pierwszy”. Khan uważał, że bliska jest zbrojna konfrontacja rządu Bhutto z islamistami i wojskiem. Po tym, jak Liga Muzułmańska stwierdziła, że Federalne Służby Bezpieczeństwa miały aresztować lub zabić członków Ligi, doszło do protestów antyrządowych. Partia Ludowa straciła kontrolę nad administracją w Lahaurze.
3 lipca 1977 roku, generał Khalid Mahmud Arif w tajemnicy spotkał się z Bhutto, ujawniając mu plan zamachu stanu. W czasie spotkaniu, generał podkreślił, aby Bhutto rozpoczął negocjacje z PNA, zanim będzie za późno. Bhutto zgodził się na rozmowy z Sojuszem Narodowym, oferując opozycji nowe wybory i utworzenie rządu jedności narodowej. 5 lipca 1977 roku, Bhutto i członkowie jego gabinetu zostali aresztowani na rozkaz generała Muhammada Zii ul-Haqa. Powszechnie uważa się, że zamach stanu odbył się pod pretekstem zamieszek (pomimo osiągnięciu przez rząd porozumienia z opozycją). Bhutto miał w pakistańskim wywiadzie grono zwolenników, a oficerowie, tacy jak generał Tajamül Hussain Malik byli lojalni wobec Bhutto i wspierali go do końca. Generał Zia ul-Haq pozbył się jednak funkcjonariuszy dotychczasowego wywiadu, podpisując umowę o szkoleniu pakistańskim agentów przez Special Air Service. Generał Zia ogłosił stan wojenny, zawiesił konstytucję i obiecał przeprowadzenie wyborów w ciągu dziewięćdziesięciu dni. Zia nakazał aresztowanie liderów PPP i PNA. Bhutto został wypuszczony na wolność 29 lipca, po przybyciu do rodzinnego miasta Larkana został przyjęty przez rzesze zwolenników. Natychmiast rozpoczął podróż po kraju w czasie której spotykał się z mieszkańcami i namawiał ich do poparcia PPP. Wiec w mieście Multan w prowincji Pendżab stanowił punkt zwrotny w karierze Bhutto i ostatecznie zaważył na podpisaniu na nim wyroku śmierci. W czasie jego wystąpienia, mimo tego, że administracja reżimu blokowała zgromadzenie, tłum był tak duży, że siły rządowe zdecydowały o aresztowaniu działaczy PPP.
Został ponownie aresztowany 3 września, 13 września został zwolniony. Obawiając się kolejnego aresztowania, prezesem Partii Ludowej mianował swoją żonę, Nusrat. Odstąpienie władzy w partii nie uchroniło go przed kolejnym aresztowaniem 16 września wraz z wieloma przywódcami PPP, w tym z doktorem Mubashirem Hassanem, tym samym nie mogli wziąć udziału w zaplanowanych na październik wyborach. Według obserwatorów zamach stanu w lipcu 1977 roku został pozytywnie przyjęty przez przedstawicieli szlachty i najbogatszych mieszkańców kraju. 24 października rozpoczął się proces Bhutto pod zarzutem udziału w „spisku”, który przyczynił się do zamordowania Ahmeda Razy Kasuriego. Muhammad Zia ul-Haq na konferencjach prasowych odciął się od zapowiedzi i obiecał, że PPP ani Bhutto nie powrócą do władzy nawet w razie zwycięstwa w wyborach.

### Ponowne aresztowanie i proces
3 września armia aresztowała Bhutto pod zarzutem udziału w spisku skierowanym przeciwko Razie Kasuriemu w marcu 1974 roku. 35-letni polityk Ahmed Raza Kasuri i jego rodzina została zaatakowana, a w wyniku ataku zginął ojciec polityka. Kasuri twierdził, że to on był rzeczywistym celem ataku i oskarżył o atak rząd. Kasuri twierdził, że był celem 15 zamachów. Żona obalonego premiera, Nusrat, zebrała zespół najlepszych pakistańskich prawników: Fakhruddina G. Ebrahima, Yahyę Bakhtiara i Abdulhafiza Pirzadę. Dziesięć dni później Bhutto został zwolniony z aresztu przez sędziego Samadaniego, sąd uznał dowody za „sprzeczne i niepełne”. W rezultacie sędzia został natychmiast odwołany i oddany do dyspozycji ministerstwa sprawiedliwości. Trzy dni później reżim ponownie aresztował Bhutto pod tymi samymi zarzutami. Tym razem Zia zrobił to w ramach wprowadzonego przez siebie stanu wojennego. Gdy PPP zorganizowała demonstracje w obronie więzionego Bhutto, Zia anulował zbliżające się wybory. Został oskarżony przez Sąd Najwyższy w Lahaurze, a nie przez sąd niższej instancji, tym samym pozbawiło go to możliwości jednego poziomu odwołania. Sędzia, który pozwolił mu opuścić areszt, został odwołany. Powołanych zostało pięciu nowych sędziów, kierowanych przez głównego sędziego Sądu Najwyższego w Lahore, Maulviego Mushtaga Husajna. Husajn w 1965 roku był ministrem spraw zagranicznych i został odsunięty przez prezydenta Ayuba Khana za planowany przez niego spisek na Bhutto. Husajn wielokrotnie publicznie krytykował obalonego premiera i nie ukrywał niechęci i wrogości do Bhutto. Husajn ponownie aresztował Bhutto. Proces trwał pięć miesięcy, postępowanie zaczęło się 24 października 1977 roku. W procesie zeznawał Masood Mahmood, dyrektor generalny Federalnych Sił Bezpieczeństwa. Mahood został aresztowany natychmiast po zamachu stanu, a do więzienia trafił ponownie na dwa miesiące przed objęciem stanowiska dyrektora generalnego FSB. W swoim zeznaniu, stwierdził, że Bhutto nakazał zabójstwo Kasuriego i że odpowiedzialni za zamach są czterej agenci FSB. Czterej domniemani zamachowcy zostali aresztowani. Zostali oni współoskarżonymi, przyznali się do winy, jednak jeden z nich wkrótce odwołał swoje zeznania, twierdząc, że zostały one z niego wydobyte torturami. Następnego dnia, współoskarżony nie był już obecny w sądzie, a prokurator twierdził, że oskarżony nagle „zachorował”. Swoje zeznania rozpoczął w dniu 25 stycznia 1978 roku. Maulvi Mushtaq zamknął salę sądową dla wszystkich obserwatorów. Obalony prezydent omówił składania zeznań, domagał się nowego procesu, zarzucając prezesowi sądu stronniczość po tym, jak miał on obrazić rodzinną prowincję Bhutto. Sąd oddalił jego żądanie.

#### Wyrok śmierci
18 marca 1978 roku Bhutto, choć nie został uznany za winnego zabójstwa, został skazany na śmierć. W dniu 12 marca 1978 roku były minister rządu Bhutto Abdul Hafiz Pirzada, zwrócił się do Sądu Najwyższego o uwolnienie Mubashira Hassana i odwołanie kary śmierci Bhutto. Sąd Najwyższy odmówił uwolnienia Hassana, jednak zgodził się na wysłuchanie argumentów Pirzady. W ciągu 12 dni od postępowania, Sąd Najwyższy stwierdził, że prezydent Pakistanu może zmienić wyrok śmierci na karę dożywotniego więzienia. Pirzada złożył wniosek o zmianę wyroku śmierci na dożywotnie więzienie, pełniący urząd prezydenta Zia ul-Haq twierdził, że wniosek zaginął. Pirzada poinformował Bhutto o rozwoju sytuacji i intencjach dyktatora. Bhutto nie zdecydował się więc na odwołanie. Został przeniesiony do celi w Rawalpindi, jego rodzina złożyła apelację w jego imieniu. Jego rozprawa przed sądem najwyższym rozpoczęła się w maju. Sędzia Anwarul Haq odroczył wyrok aż do końca lipca 1978 roku, przypuszczalnie dlatego, że pięciu z dziesięciu sędziów apelacyjnych było skłonnych uchylić wyrok z Lahauru. Jeden z tych sędziów odszedł na emeryturę w lipcu. Apelacja została zakończona w dniu 23 grudnia 1978 roku. 6 lutego 1979 roku Sąd Najwyższy wydał wyrok skazujący, podjęty stosunkiem głosów 4 do 3. Rodzina Bhutto miała na odwołanie siedem dni; do 24 lutego 1979 roku, kiedy zaczęła się następna rozprawa, wielu światowych liderów apelowało o ułaskawienie Bhutto. Dzieci Bhutto, Murtaza i Benazir apelowały w różnych krajach o pomoc dla ojca. Libijski przywódca al-Kadafi wysłał do Pakistanu premiera Abd as-Salama Dżalluda. Premier Libii podjął się rozmów z wojskowym establishmentem w celu uwolnienia Bhutto. Na konferencji prasowej, Dżallud powiedział dziennikarzom, że Kadafi zaproponował generałowi Zia wygnanie Bhutto do Libii, a na lotnisku w Islamabadzie na Bhutto czekał już specjalnie wyznaczony prezydencki samolot. Po tygodniu, generał Zia odrzucił wniosek premiera Libii. 24 marca 1979 roku Sąd Najwyższy uchylił skargę. Zia utrzymał wyrok śmierci na byłym premierze. 4 kwietnia tego samego roku, Bhutto został powieszony w więzieniu w Rawalpindi. Zulfikar Ali Bhutto został pochowany na cmentarzu we wsi Garhi Khuda Baksha. Niemal cały świat muzułmański był w szoku po wykonaniu na Bhutto wyroku śmierci, a z całego świata do rodziny Bhutto napływały kondolencje. Przed powieszeniem, Bhutto wygłosił swoją ostatnią mowę, a jego ostatnie słowa brzmiały: „O Panie, pomóż mi... Jestem niewinny”.

#### Udział Stanów Zjednoczonych
Po tym jak PPP ponownie objęła rządy w kraju, 2 kwietnia 2011 roku, 32 lata po śmierci Bhutto, ponownie rozpoczęto badania dotyczącego jego procesu i śmierci. W 1998 roku Benazir Bhutto publicznie ogłosiła, że jej zdaniem ojciec został wysłany na szubienicę ze względu na sprzeciw supermocarstw wobec pakistańskiego programu atomowego. Choć Benazir nie stwierdziła, o które z mocarstw chodzi, wielu obserwatorów uznało, że chodzi o Stany Zjednoczone. Wielu analityków i naukowców powszechnie uważa, że zamieszki i zamach na Bhutto zostały zaaranżowane przy pomocy Centralnej Agencji Wywiadowczej i rządu USA. Stany Zjednoczone mogły obawiać się socjalistycznego programu reform Bhutto, które były postrzegane jako pomost do współpracy z ZSRR.
Były amerykański prokurator generalny i działacz na rzecz praw człowieka, Ramsey Clark przyznał, że nie wierzy w teorie spiskowe, jednak w Pakistanie, podobnie jak w Chile (gdzie CIA pomogło wojsku obalić lewicowego prezydenta Salvadora Allendego) zamach został przeprowadzony za zgodą rządu Stanów Zjednoczonych. Clark zasugerował tę sytuację mówiąc m.in.: „Czy to możliwe, że racjonalny przywódca wojskowy w Pakistanie, w tych okolicznościach, mógł obalić konstytucyjny rząd, bez przynajmniej milczącej zgody Stanów Zjednoczonych?”.
Z drugiej strony, Stany Zjednoczone, zarówno oficjalnie i nieoficjalne, odrzucają przyznanie, że rząd mógł być zaangażowany w zniszczenie rządu Bhutto. Ambasador Stanów Zjednoczonych w Pakistanie przyznał, że choć Bhutto uzyskał wielkie poparcie wśród biednych mas Pakistanu, miał jednocześnie wielu wrogów, a jego reformy rozwścieczyły kręgi biznesowe. Zdaniem ambasadora późniejszy zwrot Bhutto w nieco bardziej prawicowy kierunek sprawowania władzy, narobił mu wrogów wśród części lewicowców, socjalistów, komunistów, intelektualistów, studentów i związkowców, którzy poczuli się zdradzeni kontaktami Bhutto z przedstawicielami arystokracji.

## Ojciec pakistańskiego programu atomowego
Często nazywany jest ojcem pakistańskiego programu nuklearnego. Zainteresowanie technologią jądrową pojawiło się u niego prawdopodobnie w czasie studiów w Stanach Zjednoczonych, gdzie studiował nauki polityczne i omawiał znaczenie przeprowadzenia przez USA pierwszego testu nuklearnego Trinity (test nuklearny) w polityce globalnej. Podczas pobytu w Berkley był świadkiem paniki po tym, jak Związek Radziecki zdetonował ładunek RDS-1, a Stany Zjednoczone rozpoczęły badania nad bombą wodorową.
Już w 1958 roku odegrał kluczową rolę w tworzeniu Pakistańskiej Komisji Energii Atomowej (PAEC). Zaoferował stanowisko w PAEC Munirowi Ahmadiwi Khanowi, a w 1960 roku lobbował za Abdusem Salamem jako doradcą ds. nauki. Zanim Bhutto został ministrem spraw zagranicznych, zdecydował o skierowanie funduszy na badania broni jądrowe i rozwój nauki związanej z programem atomowym.
W październiku 1965 roku jako minister spraw zagranicznych przebywał w Wiedniu, gdzie spotkał się z inżynierem Munirem Ahmadem Khanem, pracownikiem Międzynarodowej Agencji Energii Atomowej, informując go o postępie indyjskiego programu nuklearnego i możliwym uruchomieniu pakistańskiego programu. Khan zgodził się na udział w przygotowaniu odstraszającego Indie programu atomowego. Munir Ahmad Khan nie zdołał przekonać do swoich planów prezydenta Ayuba Khana, Bhutto nie zrezygnował jednak z planów, oświadczając Khanowi: „Nie martw się, nasza kolej przyjdzie”. Wkrótce po wojnie w 1965 roku, Bhutto na konferencji prasowej na wieść o drodze Indii do opracowania bomby atomowej oświadczył, że również Pakistan będzie dążył do produkcji broni atomowej. W 1965 roku Bhutto lobbował za Salamem, którego udało mu się powołać na szefa delegacji Pakistanu w MAEA lobbującej na rzecz programu atomowego. W listopadzie 1972 roku Bhutto polecił Salamowi podróż do Stanów Zjednoczonych, gdzie miał poszerzyć wiedzę na temat energii atomowej. Salam wrócił do Pakistanu w grudniu 1972 roku, w czasie wizyty w USA poznał historię amerykańskiego programu atomowego, Manhattan Engineer District. W 1974 roku Bhutto rozpoczął dyplomatyczną agitację na rzecz pakistańskiego programu atomowego w Stanach Zjednoczonych i innych państwach Zachodu. Bhutto uważał, że Pakistan jest narażony na niespotykany nigdzie indziej nuklearny szantaż.
Przed 1970 rokiem zainteresowanie programem atomowym wykazywał rząd Huseyna Shaheeda Suhrawardy’ego – jego ambicje były jednak ukierunkowane na cele cywilne. W dwa tygodnie po zakończeniu wojny indyjsko-pakistańskiej z 1971 roku, w dniu 20 stycznia Bhutto zorganizował konferencję naukowców i inżynierów jądrowych w Multanie. Naukowcy zebrani na konferencji wyrazili swoje zaniepokojenie brakiem wsparcia ze strony prezydenta, Bhutto uspokoił ich obiecując im rozwój programu. Na konferencji Bhutto mówił o niedawnej wojnie i przyszłości kraju, wskazując na to, że istnienie Pakistanu stoi w niebezpieczeństwie. Wielu starszych naukowców, pamiętających poprzednie wojny z Indiami nie było do końca przekonanych do propozycji Bhutto, drążyło temat czasu realizacji programu. Gdy jeden z naukowców zaproponował pięć lat, Bhutto wysunął trzy palce i stwierdził, że program zostanie rozpoczęty w przeciągu trzech lat. Plan prezydenta poparł zajmujący się fizyką teoretyczną doktor S.A. Butt.
20 stycznia 1972 roku rozpoczęto militaryzację Pakistańskiej Komisji Energii Atomowej, na czele organizacji stanął szef sztabu generalnego armii pakistańskiej, Tikka Khan. Pod koniec 1972 roku w czasie swojej prezydencji Bhutto otworzył elektrownię jądrową w Karaczi. Program nuklearny luźno opierał się na amerykańskim Projekcie Manhattan z 1940 roku. Naukowcy mieli bezpośredni dostęp do Bhutto i na bieżąco informowali go o rozwoju programu. Na wniosek Bhutto, Abdus Salam otworzył Grupę Teoretyki Fizyki (TPG). Organizacja zaprojektowała i opracowała cały program rozwoju broni jądrowej. Budżet na rozwój programu osobiście zatwierdził budżet na rozwój programu. Po indyjskim teście nuklearnym pod kryptonimem Uśmiech Buddy Bhutto uznał, że próba ta miała na celu zastraszenie Pakistanu i ustanowienie hegemonii Indii na subkontynencie. Na przewodniczącego Komisji w 1971 roku Bhutto mianował generała Rahumuddina Khana. W styczniu 1972 roku zastąpił go wyszkolonym w USA inżynierem nuklearnym Munirem Ahmadem Khanem. Od 1965 roku Khan był bliskim i zaufanym współpracownikiem Bhutto, a prywatnie jego przyjacielem, nawet po śmierci Zulfikara pozostał w kontakcie z jego dziećmi, Benazir i Murtazą Bhutto. Wiosną 1976 roku rozpoczęto projekt pod kryptonimem Projekt 706 prowadzony przez doktora Abdul Qadeera Khana i generała Zahida Alego Akbara.
Jako że Pakistan nie był sygnatariuszem układu o nierozprzestrzenianiu broni jądrowej (NPT), Grupy Dostawców Jądrowych (NSG), Commissariat à l’energie atomique i British Nuclear Fuels Limited (BNFL) miał natychmiast anulować projekty powtórnego przetrwania paliwa roślinnego. Według Kausara Niazi, urzędnicy Pakistańskiej Komisji Energi Atomowej próbowali uzgodnić przerabianie paliwa atomowego z Francją. A.Q. Khan doradził Bhutto, aby rozpoczął prowadzenie wzbogacenie uranu, gdyż jego zdaniem paliwo nie nadaje się do ponownego przetworzenia. Poparcie Bhutto zyskał Munir Ahmad Khan, który zdecydował się na współpracę z Francuzami, do czasu kiedy pakistańscy naukowcy zdobędą doświadczenie w budowie zakładów przetwórczych. Henry Kissinger przekonał rząd Francji do rozwiązania umowy z Pakistanem. Po anulowaniu projektu przez Francję, Pakistan nabył 95% szczegółowych planów zakładów i materiałów. Komisja Energii Atomowej uważała, że powinno się kontynuować dotychczasową politykę, Bhutto uznał, że równolegle, zgodnie z planem Abdul Qadeera Khana należy rozwijać program wzbogacenia uranu. Munir Khan i Ahmed wyrazili swoje zaniepokojenie planem Qadeera Khana, Bhutto przekonał ich jednak do jego planów. W tym czasie wokół Pakistanu narosło napięcie międzynarodowe, Bhutto z pomocą Munira Ahmada Khana i Aziza Ahmeda rozpoczął ze Stanami Zjednoczonymi wojnę dyplomatyczną, pozostawiając w tajemnicy postępy planu atomowego. Premier, aby uniknąć przeniknięcia Amerykanów w program atomowy, zdecydował się w ramach przeprowadzonej przez Inter-Services Intelligence operacji Sun Rise wydalić z kraju wielu amerykańskich urzędników. Abdul Qadeer Khan po cichu sprowadzał do Pakistanu uran dostarczając go do ukrytych przed światem laboratoriów. Regionalni rywale Pakistanu tacy jak Indie i ZSRR w latach 70. nie dysponowali podstawowymi informacjami na temat rozwoju przez Pakistan programu atomowego. W 1978 prezydent ograniczył potajemne działania atomowe, gdy projekt był w pełni rozwinięty.
Do czasu obalenia rządu PPP w zamachu wojskowym program był pod względem rozwoju technicznego i wysiłku naukowego w pełni rozwinięty. W 1977 roku Pakistańska Komisja Atomowa (PAEC) i KRL (instytucja Khana) rozpoczęły wzbogacanie uranu i plutonu, a na wzgórzach Chagai PAEC przeprowadziło testy. Sprawozdanie z postępów zostało złożone przez obie organizacje. W 1977 roku PAEC skończyło projektowanie pierwszej broni rozszczepieniowej, a naukowcom KRL udało się dokonać elektromagnetycznej separacji izotopów rozszczepialnych uranu. Mimo to, wciąż niewiele zrobiono w kierunku utworzenia arsenału nuklearnego Pakistanu, do którego utworzenia faktycznie doszło w okresie istnienia reżimu wojskowego generała Zii ul-Haqa z udziałem admirałów marynarki, wojska, Sił Powietrznych i przyszłego prezydenta Ghulama Ishaqa Khana. W 1983 roku wcześniejsza decyzja Bhutto okazała się sprawdzona, PAEC w pobliżu wzgórz Kirana przeprowadziła badania z wykorzystaniem plutonu. W ostatnim czasie, w prasie spekulowano, że projekty wzbogacenia uranu doktora Khana zostały wykorzystanie przez Chińczyków w zamian za fluorek uranu(VI) i jakiś wzbogacony uran wysokiej klasy. Później po tym, jak Pakistańczycy zaczęli produkować własne materiały, uran ten miał być z powrotem oferowany Chinom. W 1978 roku, po zamachu stanu, gdy Bhutto został uwięziony, w rozmowie z przyjacielem Munirem Ahmadem Khanem, który go odwiedził, stwierdził, że Pakistan nie posiada broni jądrowej. Według Ahmada Khana Bhutto stwierdził, że kamieniem milowym we wzbogacaniu jakości paliwa były osiągnięcia PAEC i doktora Qadeera Khana z ERL. Bhutto wezwał do kontynuowania badań jądrowych, nie uzyskał jednak odpowiedzi od generała Zii ani żadnego członka jego reżimu.
W pracy O micie niepodległości Bhutto wyraził swoje zaniepokojenie tym, że Indie posiadają technologię używania broni atomowej poprzez lotnictwo. Według jego prognoz agresja Indii nie spotkałyby się z niekorzystną reakcją społeczności międzynarodowej, gdyż ataki mogłyby skupić się na kwatery armii pancernej i kolumny piechoty, a więc liczby ofiar ataków mogłaby ograniczyć się do minimum. Po hipotetycznym pokonaniu Pakistanu, Indie zaanektowały by tereny północnego Pakistanu i Kaszmir, a następnie rozbiłyby Pakistan na drobne państwa, oparte na podziałach etnicznych tym samym raz na zawsze likwidując „problem Pakistanu”.

## Oceny
Mimo późniejszej krytyki mediów i lat wojskowej dyktatury, która obaliła rząd Partii Ludowej, do tej pory pozostaje najpopularniejszym przywódcą w historii Pakistanu. Jego zwolennicy nadali mu przydomek Quaid-e-Awam (Lider Ludu).
Wśród zasług prezydenta wymienia się m.in. to, że w czasie swoich rządów wprowadził nową konstytucję, która zyskała poparcie wszystkich partii politycznych.
Uznawany jest za ojca programu nuklearnego Pakistanu, w czasie jego rządów Pakistan przybrał kierunek niezależnej polityki zagranicznej i sprzeciwiał się próbom oddziaływania na Pakistan przez inne państwa, szczególnie Stany Zjednoczone.
Mimo silnej, niezależnej polityki, prowadził pokojowe rozmowy z głównym rywalem Pakistanu, Indiami, dzięki czemu w wyniku umowy w Shimli, udało mu się uwolnić 93 tys. jeńców pakistańskich i uniknąć kolejnych poważnych konfliktów. Gazeta Bombay Times określiła Bhutto jako „geniusza” i chwaliła go jako osobę błyskotliwą. Mimo różnic z Bhutto, amerykański sekretarz stanu, Kissinger określił Bhutto jako osobę czarującą, błyskotliwą, człowieka o niezwykłych zdolnościach który służył interesom narodowym Pakistanu.
Dużą popularność zdobyła jego córka, Benazir, dwukrotna premier kraju i liderka Partii Ludowej.

## Upamiętnienie
W ankiecie przygotowanej przez pakistańską gazetę Dawn, mającej wybrać największych liderów Pakistanu, Bhutto uplasował się na drugim miejscu po twórcy Pakistanu, Muhammadzie Alim Jinnahu.
Imię Zulfikara otrzymały m.in. miasto Zulfiqarabad w prowincji Sindh, fregaty rakietowe typu F-22P Zulfiquar, które weszły do użycia w 2009 roku, Agricultural College w Larkanie oraz Instytut Nauki i Technologii w Karaczi. W 2011 otwarte zostało muzeum Zulfikara Ali Bhutto.
Jego imię nosi Instytut Nauki Zulfikara Alego Bhutto, którego prezesem była jego córka.

## Niektóre dzieła
- The Quest for Peace. Selections from Speechings and Writings 1963-65 (Karaczi 1966)
- A Compendium of Speeches and Press Statements made from October 1957 to June 1966 (Karaczi 1966)
- Speeches and Statements December 20, 1971 – March 31, 1972
- The Myth of Independence (Londyn 1969)
- I am assasinated (Nowe Delhi 1979)